# Fenêtre mandibulaire
 (décembre 2023).
Si vous disposez d'ouvrages ou d'articles de référence ou si vous connaissez des sites web de qualité traitant du thème abordé ici, merci de compléter l'article en donnant les références utiles à sa vérifiabilité et en les liant à la section « Notes et références ».

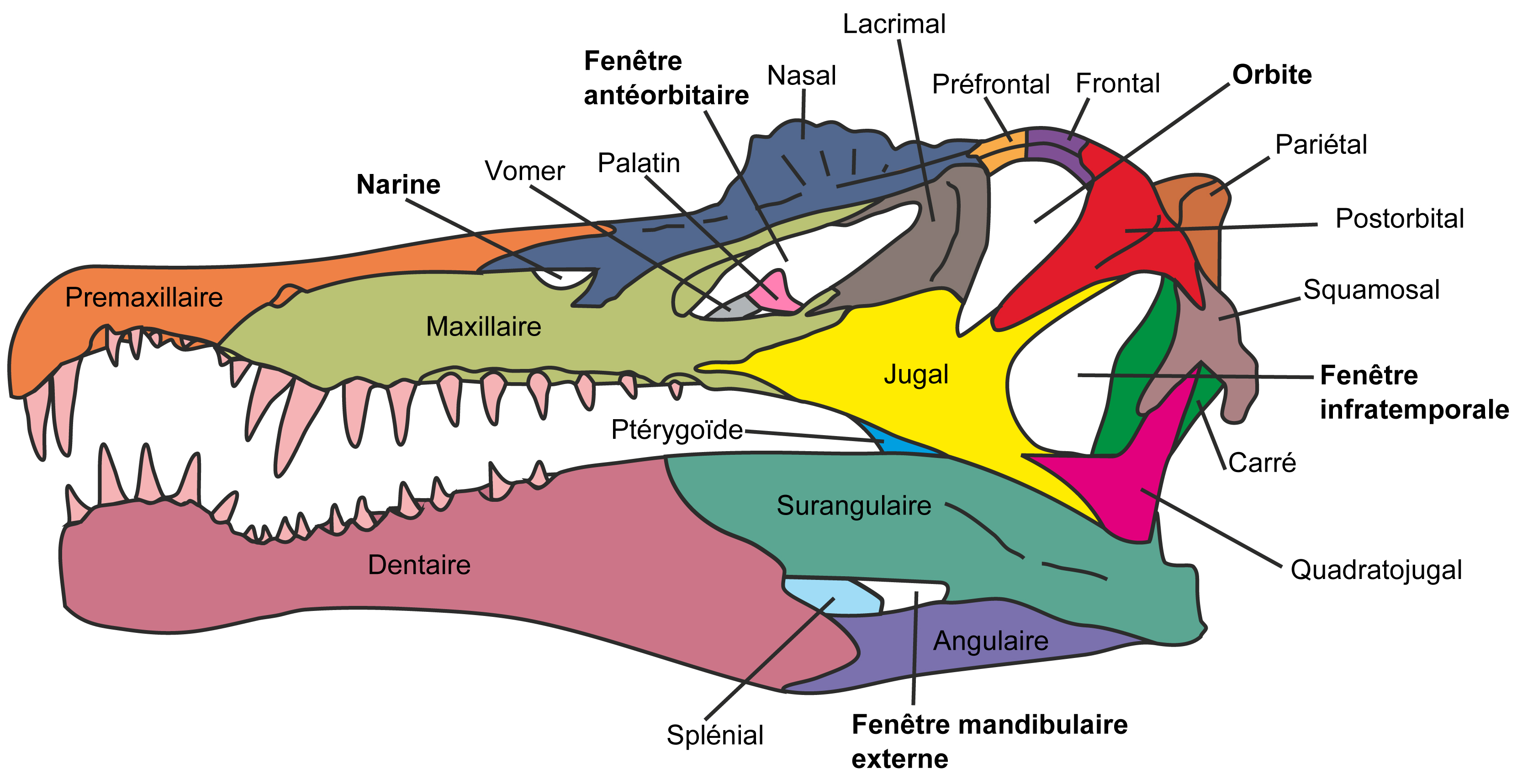
Sur ce crâne de Spinosaurus aegyptiacus, on peut voir la fenêtre mandibulaire en bas, légèrement à droite.

La fenêtre mandibulaire est une ouverture trouvée sur la mâchoire inférieure (mandibule) de certains vertébrés tels que les dinosaures, les crocodiliens ou les oiseaux.